# Saint-Cléophas
Pour les articles homonymes, voir Cléophas (homonymie).
Saint-Cléophas est une municipalité de paroisse dans la municipalité régionale de comté de La Matapédia au Québec (Canada), située dans la région administrative du Bas-Saint-Laurent.

## Toponymie

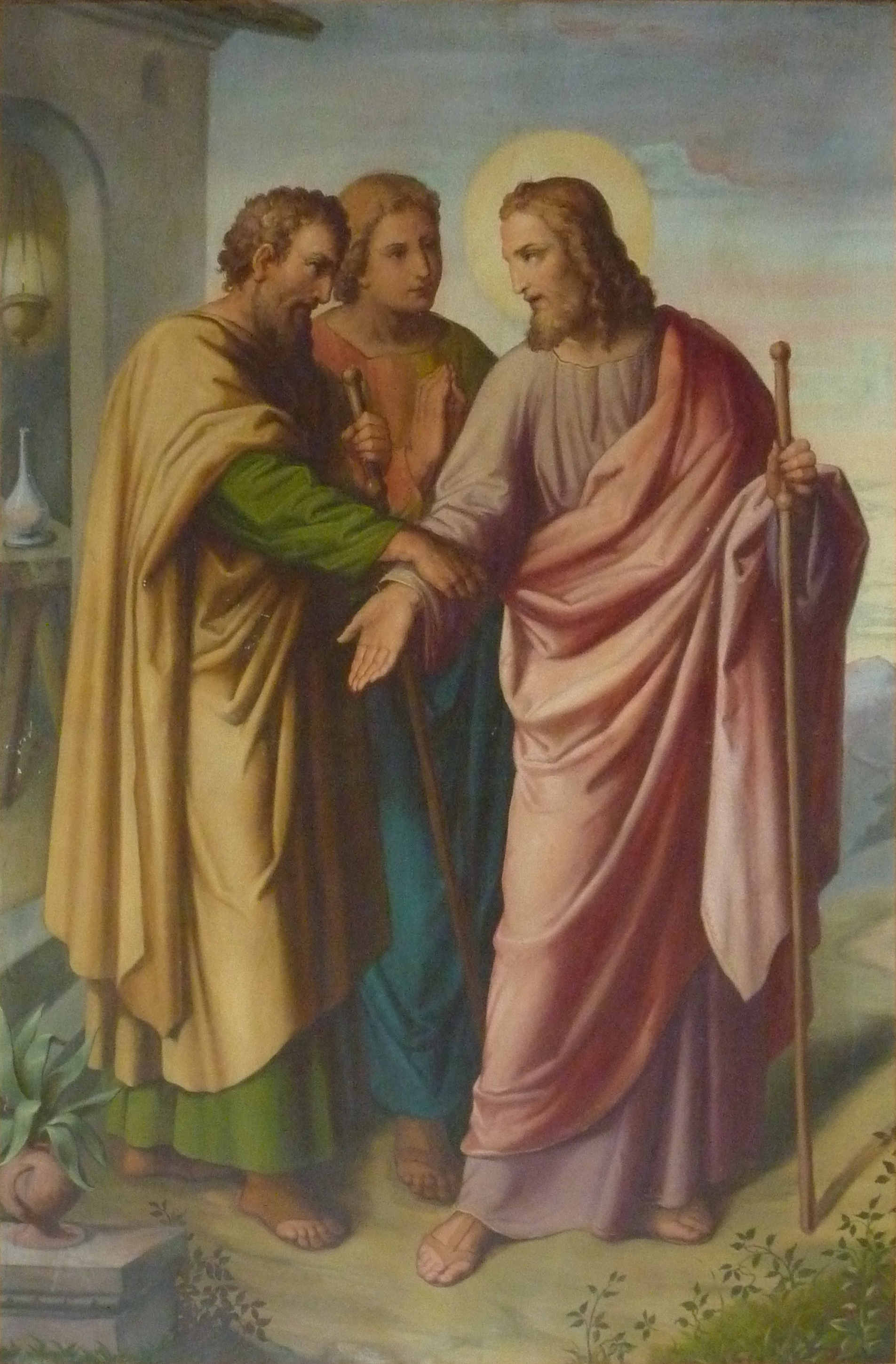
Saint Cléophas

Le nom retenu pour la paroisse, repris lors de l'élection municipale en 1921, souligne le travail de l'abbé Joseph-Cléophas Saindon (1866-1941), premier curé de la paroisse voisine de Saint-Nom-de-Marie-de-Sayabec (1896-1941), desservant de la paroisse à compter de 1918. Elle est aussi nommée en l'honneur de saint Cléophas qui est un disciple du Christ.

## Histoire
Au début des années 1900, les défricheurs de Sayabec commencent à s'étendre sur le canton Awantjish. Dès 1908, un groupe de colons habitant le territoire de ce qui est aujourd'hui Saint-Cléophas effectue des démarches auprès de l'évêque de Rimouski, monseigneur André-Albert Blais, pour fonder une paroisse que l'on voulait appeler Notre-Dame-des-Prés. Le prélat avait alors estimé qu'il s'agissait d'un geste prématuré dû à la faible population de l'endroit (environ 300 âmes). Finalement ouverte à la toute fin de la Première Guerre mondiale, la mission de Saint-Cléophas accède au statut de paroisse et de municipalité en 1921 par détachement de la municipalité de Sayabec. Cependant, c'est le curé de Sayabec, l'abbé Cléophas Saindon, qui dessert la nouvelle paroisse jusqu'à ce que le vicaire de Sayabec, l'abbé Charles Pelletier, soit institué en tant que premier curé de Saint-Cléophas. C'est aussi cette année-là que l'érection civile a lieu.

### Évènements marquants
En 1944, l'église chapelle est incendiée. La même année, Georges-Émile Côté de Sayabec fait construire un nouveau moulin à bois. Aujourd'hui, ce moulin n'est plus en opérations. En 1973, le Centre Écologique voit le jour grâce à 9 paroissiens. C'est en 1976 que le nom Écologique laissera la place pour Naturanimo.

### Histoire de la paroisse

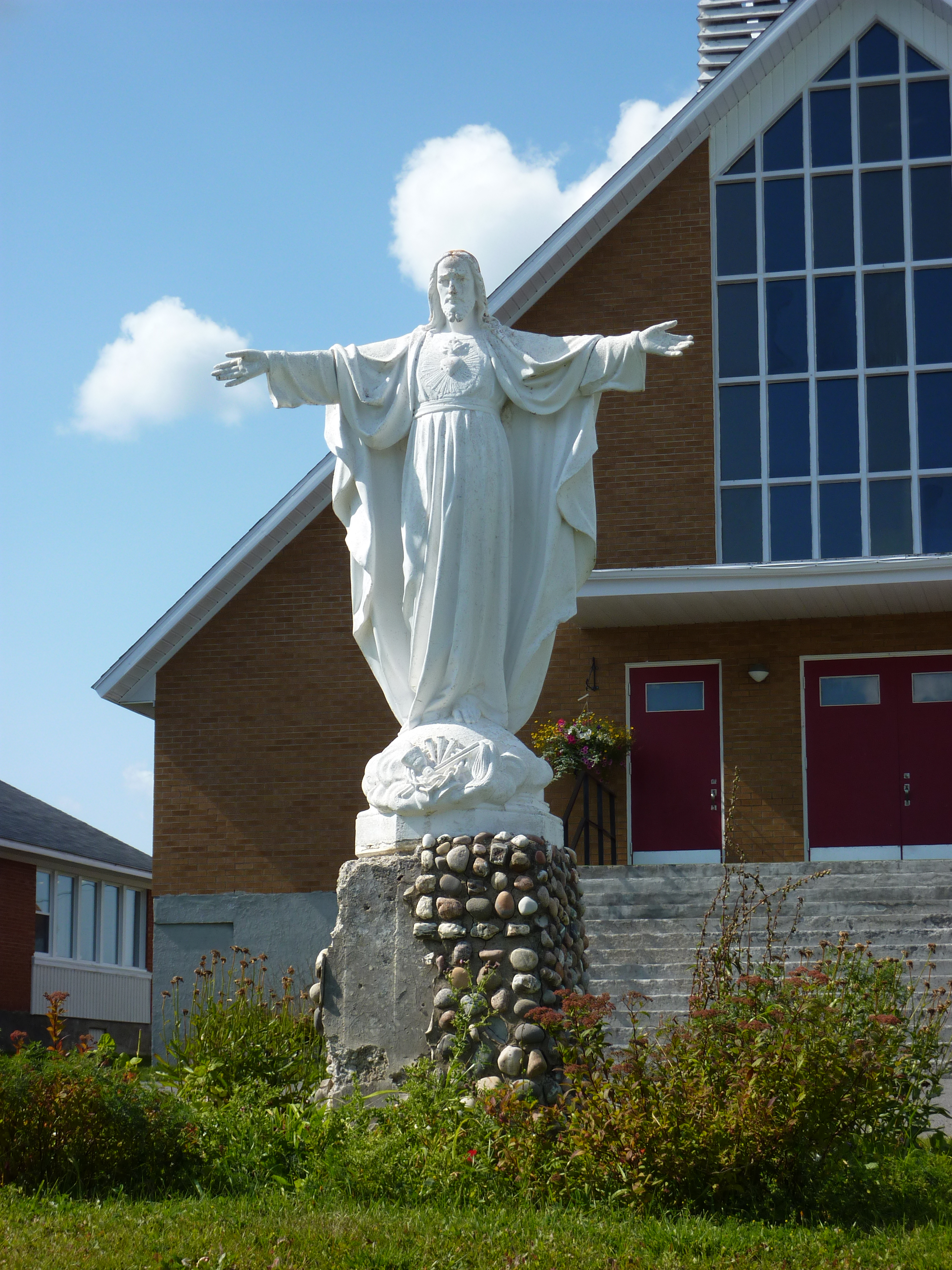
Statue du Sacré-Cœur devant l'église de Saint-Cléophas

C'est en 1918 qu'est fondée la première mission de Saint-Cléophas. Le 17 janvier 1921, le premier curé est nommé et c'est l'érection canonique de la paroisse.

## Devise
La devise de la municipalité est Liberté, Amour, Travail.

## Géographie
Saint-Cléophas est situé sur un flanc de la chaîne de montagne des Appalaches plus précisément dans la section des monts Saint-Anne. La municipalité est située à 8 km au Sud de la route 132 en passant par Sayabec sur la route Lacroix.
La rivière Saint-Pierre traverse l'est de la municipalité vers le nord.
À partir du la Melucq, dans le nord-ouest, la rivière Melucq coule vers l'est jusqu'à sa confluence avec la rivière Saint-Pierre dans le nord-est. La Branche Nord(d) traverse la pointe sud de la municipalité vers le sud-est.

## Démographie
| 1996 | 2001 | 2006 | 2011 | 2016 | 2021 |
| ---- | ---- | ---- | ---- | ---- | ---- |
| 404  | 380  | 367  | 334  | 333  | 321  |

## Administration

### Conseil municipal
Le conseil municipal est composé d'un maire et de six conseillers qui sont élus en bloc tous les quatre ans sans division territoriale.
| mandat      | fonction    | nom                         |
| ----------- | ----------- | --------------------------- |
| 2005 - 2009 | mairesse    | Madame Lise Dompierre       |
| 2005 - 2009 | conseillers |                             |
| 2005 - 2009 | #1          | Monsieur Jean-Paul Bélanger |
| 2005 - 2009 | #2          | Monsieur Marcel Bélanger    |
| 2005 - 2009 | #3          | Monsieur Michel Santerre    |
| 2005 - 2009 | #4          | Monsieur Bruno Gauvin       |
| 2005 - 2009 | #5          | Monsieur Stéphane Bélanger  |
| 2005 - 2009 | #6          | Madame Linda Hudon          |

| Saint-Cléophas Maires depuis 2001                                                                                    |                     |         |          |
| Élection | Maire               | Qualité | Résultat |
| 2001 | Roland Saint-Pierre |         | Voir     |
| 2005 | Lise Dompierre      |         | Voir     |
| 2009 | Jean-Paul Bélanger  |         | Voir     |
| 2013 | Jean-Paul Bélanger  | Voir    |          |
| 2017 | Jean-Paul Bélanger  | Voir    |          |
| 2021 | Jean-Paul Bélanger  | Voir    |          |
| Élection partielle en italique Depuis 2005, les élections sont simultanées dans toutes les municipalités québécoises |                     |         |          |

### Représentations politiques
Québec : Saint-Cléophas fait partie de la circonscription provinciale de Matapédia. Lors de l'élection générale québécoise de 2008, la députée sortante Danielle Doyer, du Parti québécois, a été réélue pour représenter la population de Saint-Cléophas à l'Assemblée nationale.
 Canada : Saint-Cléophas fait partie de la circonscription fédérale de Haute-Gaspésie—La Mitis—Matane—Matapédia. Lors de l'élection fédérale canadienne de 2008, le député sortant Jean-Yves Roy, du Bloc québécois, a été réélu pour représenter la population de Saint-Cléophas à la Chambre des communes.

### Administration religieuse
La paroisse de Saint-Cléophas fait partie de l'Archidiocèse de Rimouski.

## Économie

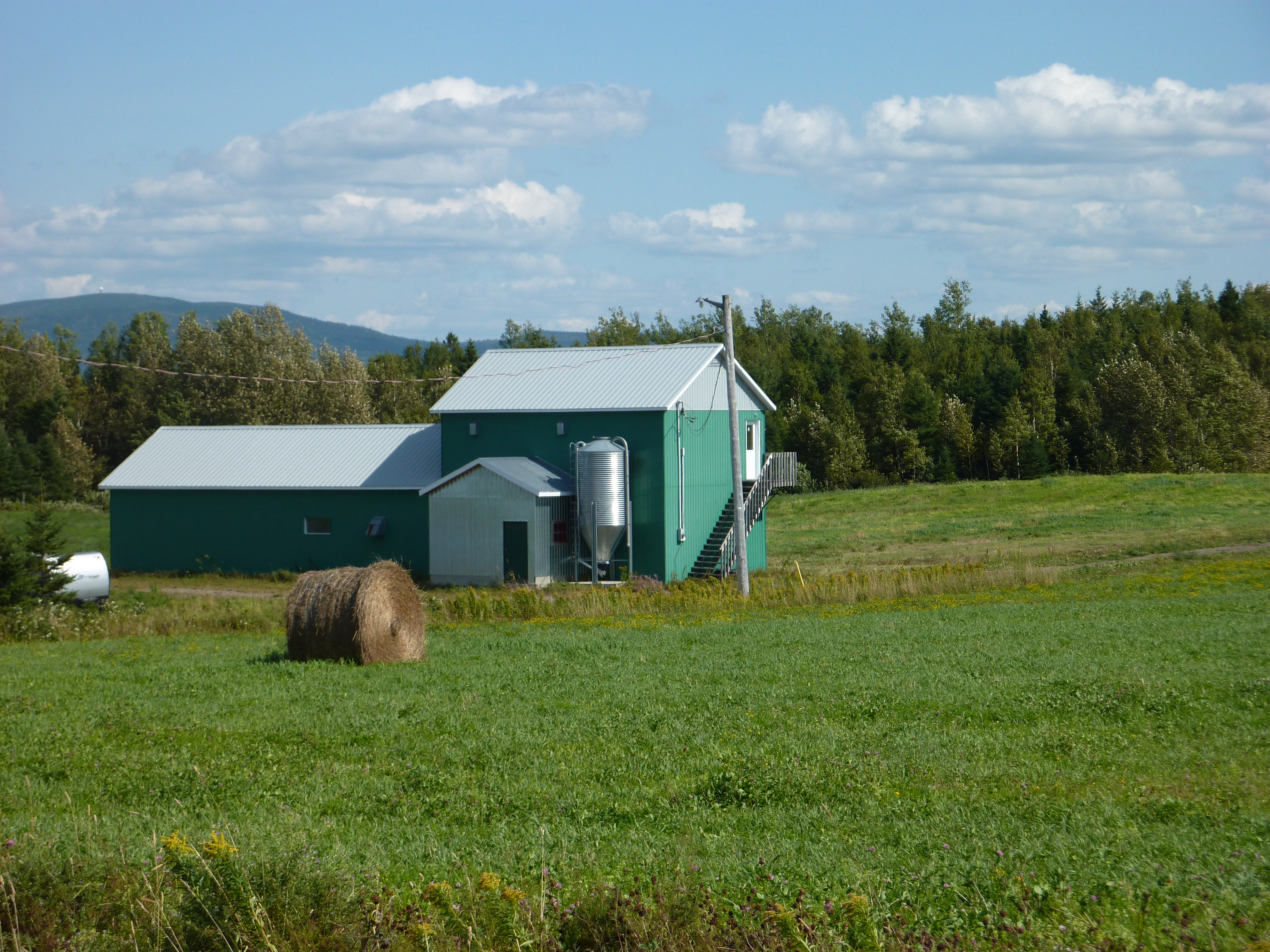
Ferme à Saint-Cléophas

L'économie locale repose surtout sur l'exploitation forestière, la sylviculture, l'agriculture ainsi que les exploitations bovines, ovines et laitières. On y retrouve également de nombreuses érablières dont le Centre acéricole matapédien. De plus, l'usine PANVAL située à Sayabec fournit plusieurs emplois.

## Tourisme

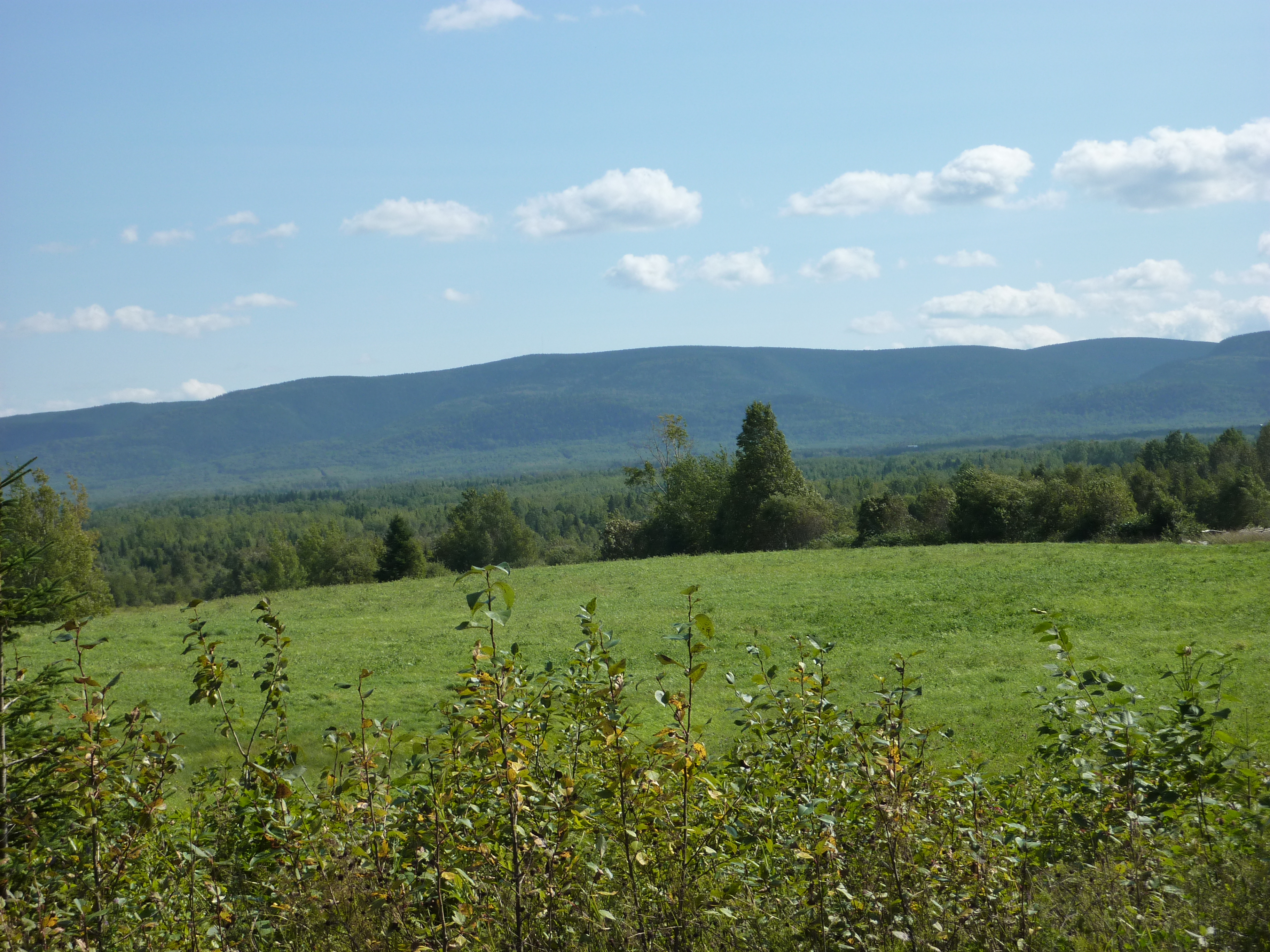
Paysages à Saint-Cléophas

Saint-Cléophas est souvent visité au printemps pour ses nombreuses érablières. De plus, c'est un lieu propice à la randonnée pédestre, en motoneiges et en VTT grâce à ses nombreux sentiers aménagés.
Entre 1973 et 1996, St-Cléophas a été un attrait touristique très important dans la région avec le Centre Naturanimo. Ce parc zoologique abritait principalement des animaux canadiens. Ses variétés d'espèces, sa grande superficie, son aménagement et les activités telles que les tirs de chevaux, 4x4, tracteurs et les repas champêtres, ont fait la grande popularité du Centre Naturanimo.
La municipalité fait partie de la région touristique de la Gaspésie dans la sous-région de la Vallée de la Matapédia.

## Personnalités liées
- Richard Joubert (-). Il a travaillé trente ans à la Société Radio-Canada, à Québec et à Toronto, où il fut animateur et réalisateur. Depuis 1995, il se consacre activement à la diffusion de la chanson et de la poésie : conférences, cours sur la chanson et, ces dernières années, soirées de poésie tout public.